# Поксдорф (Тюрингія)
Поксдорф (нім. Poxdorf) — громада в Німеччині, розташована в землі Тюрингія. Входить до складу району Заале-Гольцланд. Громада підпорядковується адміністрації міста Бюргель.
Площа — 4,07 км2. Населення становить 90 ос. (станом на 31 грудня 2021).